# Mayer Antal (apostoli kormányzó)
Mayer Antal (Debrecen, 1870. december 5. – Nagyvárad, 1933. február 27.) katolikus pap, a Nagyváradi római katolikus egyházmegye apostoli kormányzója.

## Pályafutása
Nagyváradi teológiai tanulmányai után a Budapesti Tudományegyetemen paleográfiát tanult. 1893. szeptember 8-án szentelték pappá. 1892-től az egyházmegye hivatalos írnoka, 1894-től káplán, 1895-től püspöki könyvtáros, 1899-től szertartó, levéltáros és a püspöki hivatal jegyzője volt. 1901-től ismét káplánként szolgált, majd 1915-től püspöki titkár, 1922-től váradi kanonok, 1925-től prelátus lett.
1927-ben, Bjelik Imre elhunytát követően kinevezték a Nagyváradi római katolikus egyházmegye apostoli kormányzójává; 1929-ig az egyházmegye egészét, azt követően csak a Romániához került részt kormányozta (a magyarországi rész a Debreceni apostoli kormányzóság néven saját apostoli kormányzót kapott).